# Liu Yanhan
Liu Yanhan (Liaoning, 19 gennaio 1993) è una pallavolista cinese.
Gioca nel ruolo di schiacciatrice e opposto nel Liaoning.

## Carriera
La carriera di Liu Yanhan inizia nella stagione 2009-10, quando debutta nella Volleyball League A cinese con la maglia del Bayi, classificandosi al terzo posto; durante l'estate del 2010 entra a far parte delle selezioni cinesi giovanili: con quella under 17 vince la medaglia d'argento al campionato asiatico e oceaniano, dove riceve il premio di miglior muro del torneo, mentre con quella under 19 vince la medaglia d'oro al campionato asiatico e oceaniano, venendo eletta MVP della competizione.
Nonostante i piazzamenti da metà classifica in campionato, continua la sua trafila nelle squadre nazionali cinesi, debuttando con la selezione maggiore al World Grand Prix 2013, per poi vincere la medaglia d'oro con la selezione under 23 al campionato mondiale di categoria, disputato nel medesimo anno. Nella stagione 2013-14 si classifica nuovamente al terzo posto in campionato, per poi ottenere risultati migliori con la nazionale, vincendo la medaglia d'oro alla Coppa asiatica 2014, dove viene premiata come miglior schiacciatrice, e quella d'argento ai XVII Giochi asiatici.
Nel campionato 2014-15 si aggiudica col suo club lo scudetto, ricevendo il premio di miglior schiacciatrice del campionato; con la nazionale vince la medaglia d'oro al campionato asiatico e oceaniano under 23 2015, impreziosita dai riconoscimenti di MVP e miglior schiacciatrice del torneo, mentre con la nazionale maggiore si aggiudica la medaglia d'oro alla Coppa del Mondo 2015.
Nel campionato 2017-18, dopo l'eliminazione del suo club alla corsa per i play-off scudetto, approda in prestito al Liaoning; con la nazionale, nel 2018, vince l'oro alla Coppa asiatica, premiata anche come miglior giocatrice, mentre, nel 2019, conquista il bronzo alla Volleyball Nations League 2019.

## Palmarès

### Club
- Campionato cinese: 1

2014-15

### Nazionale (competizioni minori)
- Campionato asiatico e oceaniano under 17 2010
- Campionato asiatico e oceaniano under 19 2010
- Campionato mondiale under 23 2013
- Coppa asiatica 2014
- Giochi asiatici 2014
- Campionato asiatico e oceaniano under 23 2015
- Coppa asiatica 2018

### Premi individuali
- 2010 - Campionato asiatico e oceaniano under 17: Miglior muro
- 2010 - Campionato asiatico e oceaniano under 19: MVP
- 2014 - Coppa asiatica: Miglior schiacciatrice
- 2015 - Volleyball League A: Miglior schiacciatrice
- 2015 - Campionato asiatico e oceaniano under 23: MVP
- 2015 - Campionato asiatico e oceaniano under 23: Miglior schiacciatrice
- 2016 - Volleyball League A: Miglior schiacciatrice
- 2016 - Campionato asiatico per club: Miglior schiacciatrice
- 2018 - Coppa asiatica 2018: MVP
- 2019 - Volleyball Nations League: Miglior schiacciatrice